# Miechów
Miechów é um município da Polônia, na voivodia da Pequena Polônia e no condado de Miechów. Estende-se por uma área de 15,49 km², com 11 298 habitantes, segundo os censos de 2018, com uma densidade de 756,7 hab/km².